# Đề xuất (kinh doanh)
Đề xuất kinh doanh là đề nghị bằng văn bản từ người bán cho người mua tiềm năng. Đề xuất kinh doanh thường là bước quan trọng trong quy trìnhbán hàng phức tạp — tức là, bất cứ khi nào người mua xem xét nhiều yếu tố hơn là giá trong giao dịch mua.
Đề xuất đưa ra yêu cầu của người mua trong ngữ cảnh ủng hộ các sản phẩm và dịch vụ của người bán và giáo dục người mua về khả năng của người bán trong việc đáp ứng nhu cầu của họ.

## Các loại đề xuất
Có ba loại đề xuất kinh doanh riêng biệt:
- Được chính thức yêu cầu
- Được yêu cầu không chính thức
- Không được yêu cầu

Các đề xuất được yêu cầu để đáp lại yêu cầu đã được công bố gồm có Đề nghị mời thầu (RFP), yêu cầu báo giá (RFQ), lời mời thầu hay gọi thầu (IFB) hoặc yêu cầu thông tin (RFI).
Đề nghị mời thầu (RFP)
RFP cung cấp thông số kỹ thuật chi tiết về những gì khách hàng muốn mua và đôi khi bao gồm các hướng dẫn để chuẩn bị đề xuất, cũng như tiêu chí đánh giá mà khách hàng sẽ sử dụng để đánh giá phiếu mua hàng. Khách hàng phát hành RFP khi nhu cầu của họ không thể đáp ứng được với các sản phẩm hoặc dịch vụ thường có sẵn. Các RFI được cấp để đủ điều kiện cho các nhà cung cấp quan tâm đến việc cung cấp dịch vụ / sản phẩm cho các yêu cầu cụ thể. Dựa trên phản hồi đối với RFI, RFP chi tiết được cấp cho các nhà cung cấp đủ điều kiện mà tổ chức tin rằng có thể cung cấp các dịch vụ mong muốn. Đề xuất phản hồi cho RFP hiếm khi ít hơn 10 trang và đôi khi đạt đến 1.000 trang, mà không có dữ liệu chi phí.
Yêu cầu báo giá (RFQ)
Khách hàng phát hành RFQ khi họ muốn mua số lượng lớn hàng hóa và giá cả không phải là vấn đề duy nhất — ví dụ: khi tính khả dụng hoặc phân phối hoặc dịch vụ là những cân nhắc. RFQ có thể rất chi tiết, vì vậy các đề xuất được viết cho RFQ có thể dài nhưng thường ngắn hơn nhiều so với đề xuất RFP. Các đề xuất của RFQ bao gồm chủ yếu về dữ liệu chi phí, với các câu chuyện ngắn gọn giải quyết các vấn đề của khách hàng, chẳng hạn như kiểm soát chất lượng.
Lời mời thầu (IFB)
Khách hàng phát hành IFB khi họ mua một số dịch vụ, chẳng hạn như xây dựng. Các yêu cầu được chi tiết, nhưng việc xem xét chính là giá cả. Ví dụ, một khách hàng cung cấp các bản thiết kế kiến trúc cho các nhà thầu để đấu giá. Những đề xuất này có thể kéo dài nhưng hầu hết thời lượng xuất phát từ dữ liệu ước tính chi phí và lịch chi tiết.
Yêu cầu thông tin (RFI)
Đôi khi trước khi khách hàng phát hành RFP hoặc RFQ hoặc IFB, khách hàng sẽ phát hành Yêu cầu thông tin (RFI). Mục đích của RFI là đạt được "trí thông minh tiếp thị" về những sản phẩm, dịch vụ và nhà cung cấp nào có sẵn. Các RFI được sử dụng để định hình các RFP, RFQ và IFB cuối cùng, vì vậy các nhà cung cấp tiềm năng rất cẩn thận trong việc đáp ứng các yêu cầu này, hy vọng hình thành sự trưng cầu chính thức cuối cùng đối với các sản phẩm hoặc dịch vụ của họ.

### Đề xuất được yêu cầu không chính thức
Các đề xuất được yêu cầu không chính thức thường là kết quả của các cuộc hội thoại được tổ chức giữa một nhà cung cấp và một khách hàng tiềm năng. Khách hàng đủ quan tâm đến sản phẩm hoặc dịch vụ để yêu cầu đề xuất. Thông thường, khách hàng không yêu cầu các đề xuất cạnh tranh từ các nhà cung cấp khác. Loại đề xuất này được gọi là đề xuất nguồn duy nhất. Không có yêu cầu chính thức để trả lời. Nhưng họ chọn chất lượng sản phẩm tốt. "

### Đề xuất không được yêu cầu
Đề xuất không được yêu cầu là tài liệu quảng cáo tiếp thị. Chúng luôn luôn chung chung, không có kết nối trực tiếp giữa nhu cầu của khách hàng hoặc yêu cầu cụ thể. Các nhà cung cấp sử dụng chúng để giới thiệu một sản phẩm hoặc dịch vụ cho một khách hàng tiềm năng. Chúng thường được sử dụng như "nghỉ ngơi" vào cuối cuộc họp ban đầu với hoặc khách hàng hoặc "cung cấp dịch vụ" tại các triển lãm thương mại hoặc các cuộc họp công khai khác. Chúng không được thiết kế để chốt bán hàng, chỉ giới thiệu khả năng bán hàng.

## Các thành phần

### Đề xuất chính thức
1. Ma trận Yêu cầu, phù hợp với yêu cầu của khách hàng với đoạn văn và số trang nơi các yêu cầu đó được giải quyết trong đề xuất
2. Tóm tắt điều hành, tóm tắt những lợi ích chính của các giải pháp của nhà cung cấp đối với các yêu cầu của khách hàng
3. Khối lượng kỹ thuật, thể hiện mỗi yêu cầu sẽ được đáp ứng như thế nào
4. Khối lượng quản lý, mô tả cách chương trình sẽ được quản lý
5. Khối lượng Chi phí, cung cấp tất cả dữ liệu chi phí, cũng như kế hoạch và lịch biểu triển khai

### Đề xuất kinh doanh không chính thức
1. Mô tả về khả năng hoặc sản phẩm của người bán
2. Thảo luận về các vấn đề chính
3. Mô tả thông số kỹ thuật của người mua và cách họ sẽ được đáp ứng
4. Chi phí cung cấp
5. Lịch trình phân phối sản phẩm hoặc dịch vụ
6. Bằng chứng về trải nghiệm trước đây, tức là Lời chứng thực từ khách hàng trước đây, Mô tả các dự án trước

## Quản lý đề xuất kinh doanh
Quản lý các đề xuất là một thách thức to lớn cho các nhóm bán hàng và tiếp thị. Nhiều phương pháp quản lý được thiết lập không phù hợp để giải quyết các vấn đề rộng lớn hơn liên quan đến việc sản xuất và phân phối các đề xuất. Trong những trường hợp này, các tổ chức thường dựa vào việc thuê ngoài bằng cách xác định người quản lý đề xuất để hỗ trợ nhu cầu phát triển đề xuất của họ.

### Quy trình quản lý đề xuất
Quản lý đề xuất là một quá trình cộng tác vốn có. Nó thường bao gồm các vai trò và trách nhiệm cơ bản sau:
- Người sáng tạo - chịu trách nhiệm tạo và chỉnh sửa nội dung.
- Biên tập viên - chịu trách nhiệm điều chỉnh thông điệp nội dung và phong cách phân phối, bao gồm cả dịch và bản địa hóa.
- Nhà xuất bản - chịu trách nhiệm phát hành nội dung để sử dụng.
- Quản trị viên - chịu trách nhiệm quản lý quyền truy cập vào tài liệu và tệp, thường được thực hiện bằng cách gán quyền truy cập cho nhóm hoặc vai trò của người dùng.
- Người tiêu dùng hoặc người xem - người đọc hoặc nhận nội dung khác sau khi được xuất bản hoặc chia sẻ.

Càng ngày, quản lý đề xuất thuật ngữ đang được sử dụng để gợi ý rằng sự tương tác với quy trình đề xuất là quan trọng đối với nhiều hơn nhóm bán hàng và cũng nên ảnh hưởng đến những người làm việc trong tiếp thị, pháp lý và bán hàng.
Ngoài ra còn có xu hướng sử dụng phần mềm quản lý đề xuất cho phép người dùng tạo đề xuất nhanh chóng và dễ dàng, cộng tác với các thành viên trong nhóm, theo dõi và phân tích sự tương tác của khách hàng.

## Đề nghị bằng văn bản
Việc viết đề xuất thành công có thể được thực hiện dễ dàng hơn thông qua việc phát triển danh sách kiểm tra đề xuất chứa thông tin chuẩn hóa cần thiết thường chứa trong 80% tất cả các đề xuất bán hàng của bạn. Điều này làm cho nó dễ dàng hơn nhiều cho các nhà văn đề xuất để xây dựng một vỏ và sau đó nghiên cứu khoảng thiếu 20%. Ví dụ: Tên công ty, Tuyên bố nhiệm vụ, Lịch sử, Chứng chỉ phải giữ nguyên cho hầu hết các đề xuất rời khỏi phần Đặt giá và các tùy chọn Sản phẩm và dịch vụ cụ thể cho khách hàng để được tùy chỉnh cho khách hàng mục tiêu hiện tại. Đôi khi, quá trình này có thể tẻ nhạt, nhưng các bước khá cơ bản. Bên cạnh các đề xuất được yêu cầu và không được yêu cầu, các đề xuất khác bao gồm các đề xuất nội bộ và các hợp đồng nguồn duy nhất.

### Đề xuất nội bộ
Đề xuất nội bộ là những ý tưởng hoặc dự án được trình bày cho bất kỳ ai nắm giữ vị trí quản lý hàng đầu trong công ty. Các loại đề xuất này có thể được viết bởi một cá nhân, nhóm, bộ phận hoặc bộ phận cụ thể của một công ty cụ thể. Một ví dụ về điều này là khi người quản lý một dòng sản phẩm viết đề xuất cho thấy rằng công ty nên rô bốt hóa quy trình sản xuất. Một số lợi thế cho điều này bao gồm giao tiếp dễ dàng hơn, biết nhu cầu của khách hàng và đưa ra quyết định nhanh. Một số lợi thế cho điều này có thể bao gồm sự cạnh tranh từ các công ty khác và mất nhà vô địch quản lý.

### Hợp đồng nguồn duy nhất
Các loại đề xuất này được thực hiện khi một công ty tư nhân, cơ quan chính phủ hoặc hiệp hội đàm phán cung cấp dịch vụ hoặc sản phẩm cho một công ty và khi một công ty có độ tin cậy tuyệt vời và hồ sơ theo dõi thành tích. Định dạng chuẩn cho loại đề xuất này bao gồm thông tin về một sản phẩm cụ thể, bao gồm lịch biểu giá và phân phối. Một số ưu điểm này bao gồm không phải có tài nguyên để giành được hợp đồng và công ty hoặc khách hàng biết thời gian công việc sẽ đến.

### Định dạng
Đề xuất được dựa trên nghiên cứu, làm cho nó quan trọng đối với các nhà nghiên cứu của đề xuất để biết về khách hàng của họ. Các nhà nghiên cứu phải biết nền tảng của ý tưởng đang được trình bày và cho thấy rằng họ được chuẩn bị tốt để đối phó với một vấn đề hoặc tình hình khách hàng của họ có. Nghiên cứu cho một công ty, viện, công ty, vv được thực hiện trước, do đó làm tăng cơ hội của một đề xuất được thực hiện tốt và người đọc đề xuất sẽ có ý tưởng tốt về kết quả từ nghiên cứu đã được thực hiện. Một định dạng chung cho các đề xuất bao gồm trang tiêu đề, tóm tắt, tuyên bố học thuật về vấn đề và phương pháp giải quyết nó, ngân sách và thông tin tiểu sử.

### Tiêu đề
Nhỏ như nó có vẻllà  điều quan trọng là các trang tiêu đề được súc tích và xác định. Sẽ là một ý tưởng hay khi sử dụng các từ khóa cho mục đích lập chỉ mục miễn là nó được viết trong một mẫu có liên quan.

### Tóm tắt
Phần này của đề xuất nên nêu rõ tình hình, phương pháp, mục tiêu, phạm vi và kết quả mong đợi. Nó thường bao gồm 200 từ. Carl B. Palmer, trưởng nhóm nghiên cứu tài trợ, tài trợ và hợp đồng nghiên cứu, khoa học không gian văn phòng và NASA cho rằng bản tóm tắt của một bản tóm tắt phải là “ngắn gọn, gọn gàng và tất cả cơ bắp”. xem lướt qua tóm tắt và sẽ chỉ tập trung vào đề xuất nếu thông điệp mang đến.

### Tuyên bố và phương pháp
Điều quan trọng là làm nổi bật ý tưởng chính đang được trình bày. Đầu tiên, người viết đề xuất nên nêu ý tưởng là gì và làm gì đó để làm cho nó độc đáo. Tiếp theo, người viết nên giải thích phải làm gì với ý tưởng. Hãy chắc chắn để tránh các cụm từ như: "Chưa ai nghĩ đến việc này trước đây" hoặc "Điều này là hoàn toàn mới." Làm như vậy, sẽ làm cho các nhà văn có vẻ ngu si đần độn và không chú ý.

### Ngân sách
Tác giả của đề xuất bao gồm khoản tài trợ và tổng số tiền mà nó sẽ được thanh toán. Nó được nhấn mạnh rằng quy mô trả tiền phải tương thích với quy mô của công ty. Số tiền của các nhà nghiên cứu là một phần của tiền lương công ty của một người và vì lý do này, một doanh nghiệp được yêu cầu phải lấy đi một số nhiệm vụ của một nhà nghiên cứu. Nhà văn bao gồm các chi phí ước tính của vật liệu, thiết bị và vật tư dùng một lần. Phần này của đề xuất cũng sẽ bao gồm chi phí đi lại, xuất bản và chi phí trực tiếp.

### Thông tin tiểu sử
Phần này của đề xuất về cơ bản đề cập đến việc chứng minh cho khách hàng rằng người viết và gửi đề xuất có khả năng thực hiện công việc. Mọi người đóng góp vào việc đưa ra đề xuất được đề cập, bao gồm cả những thành tựu của họ. Thông thường, đề xuất sử dụng thuyết phục để thu hút khán giả mua ý tưởng của họ. Một ví dụ là khi một đề xuất cố gắng thuyết phục một hoặc nhiều nhà tài trợ đầu tư vào một dự án. Một ví dụ khác về việc sử dụng đề xuất thuyết phục khách hàng là khi công ty viết đề xuất đang yêu cầu trợ cấp. Các loại có thể liên quan đến các khoản tài trợ bao gồm các dịch vụ xã hội, chăm sóc sức khỏe, tôn giáo, từ thiện, phát triển kinh tế, chính phủ và giáo dục. Sự thuyết phục chỉ có thể hoạt động khi các thành phần này có liên quan; giá trị tài trợ, độ tin cậy của người nộp đơn, lôgic đề xuất và tâm lý đề xuất. Một cách khác để đưa ra các đề xuất có tính thuyết phục là kết nối các ý tưởng của một dự án với các giá trị hoặc vấn đề quan tâm của nhà tài trợ.

### Giá trị nhà tài trợ
Nhà tài trợ hoặc nhà tài trợ chính tập trung bao gồm bất kỳ tiến thoái lưỡng nan cụ thể, bất bình đẳng hoặc bất công. Nhiệm vụ của họ là lấp đầy khoảng trống giữa các loại “cái gì” và “cái gì phải là.” Một ví dụ là một tổ chức đang cố gắng ngăn ngừa tình trạng ngược đãi trẻ em được gọi là Tổ chức Ngăn chặn Lạm dụng. Các hoạt động của họ bao gồm hỗ trợ cho gia đình và trẻ em và giảng dạy về sự ngược đãi và cách loại bỏ nó. Thêm vào đó, nền tảng phục vụ rễ cỏ, các nhóm dựa vào cộng đồng với sự hỗ trợ kỹ thuật và chuyên nghiệp, chia sẻ các thực tiễn chương trình tốt nhất và các kỹ thuật đánh giá.

### Uy tín của ứng viên
Công việc của ứng viên là cho phép sự tín nhiệm của tổ chức, cá nhân và dự án. Khi một tổ chức đang đề xuất một ý tưởng được trình bày bởi một giám đốc dự án, điều quan trọng là họ phải có uy tín. Có sức thuyết phục cũng là một trong những chìa khóa thành công. Một tổ chức sẽ cố gắng thuyết phục mục tiêu của mình về sự khác biệt và độc đáo của nó với bất kỳ công ty nào khác. Một ví dụ là một bộ phận sinh học tại một trường đại học yêu cầu tiền để làm nghiên cứu về di truyền học. Bộ có thể tiếp tục nói rằng đã có 30 năm nghiên cứu y học về sinh học và nghiên cứu của họ kiểm tra cả hai yếu tố nội tiết tố và di truyền gây ra sự điều chỉnh gien.

### Logic đề xuất
Điều này về cơ bản đề cập đến việc tạo ra các yếu tố đề xuất minh họa một khoảng cách xác định, một tình huống được cải thiện và mang lại lợi ích cho dân số dự kiến. Lợi ích phục vụ như những điều tốt đẹp sẽ xảy ra bằng cách hoàn thành các mục tiêu được trình bày. Các thành phần phải phản ánh mối quan hệ giữa các giá trị tài trợ và dự án đang được đề xuất. Một mô tả chính xác về vấn đề hoặc nhu cầu được yêu cầu cùng với mục đích của tổ chức, quỹ và cách hoàn thành các phản đối. Nó cũng bao gồm một dòng thời gian và một tóm tắt của các đối tượng dự định.

### Tâm lý đề xuất
Các nhà tài trợ thường sẽ cung cấp tiền cho cả hai lý do tâm lý và logic. Tâm lý học đề xuất có xu hướng đòi hỏi tình cảm của người bảo trợ. Các thành phần có thể được tìm thấy trong một đề xuất thành công bao gồm niềm đam mê, quyền sở hữu, năng lượng, niềm tin và cam kết. Các nhà tài trợ sử dụng các khoản tài trợ như các khoản đầu tư. Các nhà tài trợ cần phải cảm thấy rằng bạn nghiêm túc trong việc giúp họ giải quyết vấn đề của họ. Một ví dụ có thể là một đề xuất cho một cơ quan liên bang và một trường đại học tư nhân mô tả lịch sử lâu dài của nó về thành tích bằng cách làm việc với các đối tác cộng đồng, kiểm soát các chương trình quốc gia giúp người dân dự định và tổ chức các hoạt động dự án. Các đối tác của dự án đã làm việc với các sáng kiến liên quan đến trợ cấp bao gồm một chương trình giáo dục chung sáu năm giữa các trường Trung Tây khu vực và trường Cao đẳng người Mỹ bản địa. Những ý tưởng mà giám đốc dự án dành cho trẻ em trung học bản xứ Mỹ bao gồm Thành tích trong Toán, Toán và Khoa học Immersion và Kids Math Camp.
Miễn là một đề xuất thể hiện sự hứng thú và quan tâm đối với các giá trị và lý tưởng của nhà tài trợ, có một cơ hội tốt để thành công.

### Trích dẫn tham chiếu
1. ↑  Newman, Larry. Shipley Associates Proposal Guide, (Proposal Guide Lưu trữ ngày 11 tháng 11 năm 2008 tại Wayback Machine Error in webarchive template: Check |url= value. Empty.
)
2. ↑  Ricci, Laura; (1996–2007), The Magic of Winning Proposals (publisher R³) ISBN 0-9657399-1-0.
3. ↑  Khalsa,Mahan. Franklin Covey, Get Real Lưu trữ ngày 9 tháng 6 năm 2020 tại Wayback Machine
4. ↑  Hamper, Robert J,. and L. Sue Baugh. Handbook for Writing Proposals. New York: McGraw-Hill, 2011. eBook Collection/(EBSCOhost). Wed. 15 Apr. 2014.
5. ↑  Hamper, Robert J,. and L. Sue Baugh. Handbook for Writing Proposals. New York: McGraw-Hill, 2011. eBook Collection/(EBSCOhost). Web. 15 Apr. 2014.
6. ↑  Porte, Michael. “Writing Effective Research Proposals” Journal of Business Communication. 5.1 (1967): 13-20. Business Source Complete. Web. 15 Apr. 2014
7. ↑  Porte, Michael. “Writing Effective Research Proposals” Journal of Business Communication. 5.1 (1967): 13–20. Business Source Complete. Web. ngày 15 tháng 4 năm 2014
8. ↑  Porte, Michael. “Writing Effective Research Proposals” Journal of Business Communication. 5.1 (1967): 13-20. Business Source Complete. Web. ngày 15 tháng 4 năm 2014
9. ↑  Miner, Jeremy T. and Miner, Lynn. Proposal Planning & Writing. 3rd edition. Connecticut. Greenwood Publishing Group. 2003. Print
10. ↑  Miner, Jeremy T. and Miner, Lynn. Proposal Planning & Writing. 3rd edition. Connecticut. Greenwood Publishing Group. 2003. Print
11. ↑  Miner, Jeremy T. and Miner, Lynn. Models of Proposal Planning &Writing. Connecticut. Praeger Publishers. 2005. Print.